# Engystomops randi
Espèce
Synonymes
- Physalaemus randi Ron, Cannatella & Coloma, 2004

Statut de conservation UICN

 LC  : Préoccupation mineure
Engystomops randi est une espèce d'amphibiens de la famille des Leptodactylidae.

## Distribution
Cette espèce est endémique d'Équateur. Elle se rencontre jusqu'à 150 m d'altitude dans les provinces de Guayas et de El Oro.

## Étymologie
Cette espèce est nommée en l'honneur d'Austin Stanley Rand.

## Publication originale
- Ron, Cannatella & Coloma, 2004 : Two New Species of Physalaemus (Anura: Leptodactylidae) from Western Ecuador. Herpetologica, vol. 60, no 2, p. 261-275.